# صادقلو
صادقلو هي قرية في مقاطعة نير، إيران. في تعداد عام 2006، لوحظ وجودها، ولكن لم يتم الإبلاغ عن سكانها.